# Палупера (волость)
Па́лупера (ест. Palupera vald) — колишня волость в Естонії, до адміністративної реформи 2017 року одиниця самоврядування в повіті Валґамаа.

## Географічні дані
Площа волості — 123,32 км2, чисельність населення на 1 січня 2017 року становила 1003 особи.

## Населені пункти
Адміністративний центр — село Гелленурме.
На території волості розташовувалися 14 сіл (küla):
Астувере (Astuvere), Атра (Atra), Гелленурме (Hellenurme), Лутіке (Lutike), Макіта (Makita), Міті (Miti), Мяелооґа (Mäelooga), Нееруті (Neeruti), Ниуні (Nõuni), Палупера (Palupera), Пастаку (Pastaku), Пяйдла (Päidla), Рябі (Räbi), Урмі (Urmi).

## Історія
4 червня 1992 року Палупераська сільська рада була перетворена у волость зі статусом самоврядування.